# Liste des catholicos arméniens de Cilicie
La liste des catholicos ou catholicoi arméniens de Cilicie est la liste des primats du Catholicossat arménien de Cilicie.

## Catholicos de la Grande Maison de Cilicie

### Catholicos à Sis
- 1439-1446 : Grégoire IX Mousabegian, Catholicos de l'Église apostolique arménienne, dont il refuse le retour du siège à Etchmiadzin en 1441 ;
- 1446-1477 : Garabed de Tokat ;
- 1478-1488 : Stéphannos Ier de Sarazor ;
- 1488-1515 : Hovhannès Ier ;
- 1515-1525 : Hovhannès II de Télégouran[1] ;
- 1525-1539 : Hovhannès III de Kilis[2] ;
- 1539-1545 : Siméon Ier de Zeïtoun ;
- 1545-1547 : Ghazar Ier de Zeïtoun ;
- 1548-1553 : Thoros Ier de Sis ;
- 1553-1560 : Khatchatour Ier Tchorik ;
- 1560-1584 : Khatchatour II de Zeïtoun ;
- 1584-1601 : Azaria Ier de Djoulfa ;
  - 1586-1592 : Tiratour (antipatriarche) ;
  - 1588-1590 : Hovhannès (antipatriarche) ;
- 1602-1622 : Hovhannès IV d'Aïntab ;
  - 1602-1609 : Bedros Ier de Karkar (coadjuteur) ;
- 1622-1626 : Minas Ier d'Erzeroum ;
- 1626-1636 : Siméon II de Sivas ;
- 1636-1643 : Nersès Ier de Sivas ;
- 1643-1658 : Thoros II de Sis ;
- 1658-1673 Khatchatour III de Sivas ;
  - 1663-1673 : David Ier d'Alep (antipatriarche) ;
- 1673-1683 : Sahag Ier ;
  - 1683-1688 : Azaria II (antipatriarche) ;
- 1683-1689 : Grigor Ier d'Adana ;
- 1691-1694 : Astvatzatour Ier de Sassoun ;
- 1694-1705 : Matevos Ier de Césarée ;
  - 1701-1705 : Bedros II Pidzac (ou Pizdac) d'Alep (coadjuteur) ;
- 1705-1725 : Hovhannès V de Hadjine ;
- 1721-1727 : Grigor II de Césarée ;
- 1727-1734 : Hovhannes VI de Hadjine, Ter Adam ;
- 1731-1737 : Ghougas Ier de Sis ;
- 1737-1758 : Mikael Ier de Sis ;
- 1758-1770 : Gabriel Ier de Sis ;
- 1771-1785 : Yeprem Ier de Sis ;
- 1785-1791 : Thoros III de Sis ;
- 1791-1822 : Kirakos Ier de Sis ;
- 1822-1833 : Yeprem II ;
- 1833-1853 : Mikael II de Sis ;
- 1853-1866 : Kirakos II ;
- 1866-1871 : Kirakos III ;
- 1871-1891 : Mkrtich Ier Kefsizian ;
- 1892-1894 : vacance ;
- 1895-1895 : Grigoris Aleatdjian (non consacré) ;
- 1895-1902 : vacance ;
- 1902-1939 : Sahag II.

### Catholicos à Antélias
- 1902-1939 : Sahag II ;
- 1940 : Bedros IV ;
- 1940-1943 : vacance ;
- 1943-1952 : Garéguine Ier ;
- 1952-1956 : vacance ;
- 1956-1963 : Zareh Ier ;
- 1963-1983 : Khoren Ier ;
- 1983-1995 : Garéguine II ;
- 28 juin 1995- : Aram Ier.

## Sources
- Krikor Jacob Basmadjian, « Chronologie de l'histoire de l'Arménie », dans Revue de l'Orient chrétien, Bureaux des œuvres d'Orient, Tome IX (XIX), Paris, 1914, « I. Les Catholicos, B. Les Catholicos de Cilicie », p. 363-365.